# Фізика ґрунтів
Фізика ґрунтів  — наука, що досліджує фізичні основи виконання ґрунтами їх функцій. Є складовою частиною ґрунтознавства, яка вивчає фізичні властивості та процеси в ґрунті.

## Основні розділи
- Фізика твердої фази ґрунту
- Гідрофізика ґрунтів
- Аерофізіка ґрунтів
- Теплофізіка ґрунтів
- Електрофізика ґрунтів
- Радіофізика ґрунтів

## Фізика ґрунтів досліджує
- поверхневі явища і міжфазні взаємодії в ґрунті;
- дисперсійну взаємодію;
- тверду фазу ґрунтів і поровий простір (гранулометричний склад ґрунту, питому поверхню ґрунту, агрегатний склад ґрунтів, густину ґрунтів, поровий простір ґрунтів);
- рідку фазу ґрунтів (водоутримувальну здатність ґрунтів, водопроникність, динаміку вологості, водний режим і водний баланс ґрунтів);
- аерофізичні властивості ґрунтів (повітровміст, повітроємність, повітропроникність);
- температурний режим і теплові властивості ґрунту (тепловбирна здатність, теплопровідність, теплоємність);
- механіку і технологію ґрунтів, реологічні властивості ґрунтів (міцність ґрунтів, консистенція, пластичність і текучість ґрунту, липкість, набухання і усадка ґрунтів, твердість ґрунтів, кришення ґрунтів);
- електрофізичні параметри ґрунтів (електропровідність і електричний опір, електроємність, діелектрична проникність);
- теплофізичні властивості, тепловий режим і тепловий баланс ґрунту;
- радіоактивність ґрунту.